# Tegeticula
Tegeticula is een geslacht van vlinders uit de familie van de yuccamotten (Prodoxidae).

## Soorten
- Tegeticula extranea (Edwards, 1888)
- Tegeticula maculata (Riley, 1881)
- Tegeticula mexicana Bastida, 1963
- Tegeticula paradoxa Riley, 1889
- Tegeticula yuccasella (Riley, 1873)